# Progreso (Texas)
Progreso è un centro abitato degli Stati Uniti d'America situato nella contea di Hidalgo dello Stato del Texas, al confine con il Messico.
La popolazione era di 5.507 persone al censimento del 2010. Fa parte dell'area metropolitana di McAllen–Edinburg–Mission e Reynosa–McAllen.

## Geografia fisica
Progreso è situata a 26°05′37″N 97°57′27″W (26.093724, -97.957530), a sud di Weslaco. Confina con la città messicana di Nuevo Progreso, precedentemente conosciuta come Las Flores.
Secondo lo United States Census Bureau, ha un'area totale di 3,0 miglia quadrate (7,8 km²).

## Società

### Evoluzione demografica
Secondo il censimento del 2000, c'erano 4.851 persone, 1.023 nuclei familiari e 951 famiglie residenti nella città. La densità di popolazione era di 1.626,0 persone per miglio quadrato (628,5/km²). C'erano 1.127 unità abitative a una densità media di 377,8 per miglio quadrato (146,0/km²). La composizione etnica della città era formata dall'89,01% di bianchi, lo 0,10% di nativi americani, lo 0,04% di asiatici, il 10,33% di altre razze, e lo 0,52% di due o più etnie. Ispanici o latinos di qualunque razza erano il 99,01% della popolazione.
C'erano 1.023 nuclei familiari di cui il 63,0% aveva figli di età inferiore ai 18 anni, il 71,8% aveva coppie sposate conviventi, il 15,7% aveva un capofamiglia femmina senza marito, e il 7,0% erano non-famiglie. Il 6,4% di tutti i nuclei familiari erano individuali e il 3,2% aveva componenti con un'età di 65 anni o più che vivevano da soli. Il numero di componenti medio di un nucleo familiare era di 4,73 e quello di una famiglia era di 4,94.
La popolazione era composta dal 42,5% di persone sotto i 18 anni, il 12,9% di persone dai 18 ai 24 anni, il 25,2% di persone dai 25 ai 44 anni, il 13,3% di persone dai 45 ai 64 anni, e il 6,0% di persone di 65 anni o più. L'età media era di 22 anni. Per ogni 100 femmine c'erano 101,8 maschi. Per ogni 100 femmine dai 18 anni in giù, c'erano 93,3 maschi.
Il reddito medio di un nucleo familiare era di 18.184 dollari e quello di una famiglia era di 18.313 dollari. I maschi avevano un reddito medio di 14.961 dollari contro i 13.542 dollari delle femmine. Il reddito pro capite era di 4.789 dollari. Circa il 51,4% delle famiglie e il 50,9% della popolazione erano sotto la soglia di povertà, incluso il 56,4% di persone sotto i 18 anni e il 37,2% di persone di 65 anni o più.